# Donacaula forficella
Donacaula forficella ist ein Schmetterling aus der Familie der Crambiden (Crambidae).

## Merkmale
Die Falter erreichen eine Flügelspannweite von 23 bis 34 Millimeter (nach einer anderen Quelle: 19 bis 27 Millimeter bei den Männchen und 26 bis 33 Millimeter bei den Weibchen). Die Vorderflügel sind bei beiden Geschlechtern fahl ockerfarben. Im Apikalbereich befindet sich eine schräg verlaufende charakteristische Linie, die auch sehr schwach oder nahezu unsichtbar sein kann. Exemplare mit einer reduzierten Apikallinie werden als Form uniformata Dufrane, 1946 bezeichnet. Die Flügelform und die braune Zeichnung sind bei Männchen und Weibchen verschieden. Die Vorderflügel der Männchen sind breiter und haben einen stumpfen Apex. Die Vorderflügel der Weibchen sind länglicher, stark zugespitzt und besitzen einen sehr schräg verlaufenden Außenrand. Bei Männchen mit kräftig entwickelter brauner Zeichnung sind in der Diskalzelle zwei kleine schwarze Punkte angelegt. Auf dem Flügel verstreut liegen mehr oder weniger stark ausgeprägte braune Punkte. Parallel zur Costalader verläuft ein brauner variabler Subcostalstrich. Die Hinterflügel sind weiß.
Bei der Form tripartita Dufrane, 1957 ist der braune Längsstrich sehr breit. Die Form intermedia Dufrane, 1957 zeichnet sich durch nahezu vollständig dunkelbraune Vorderflügel aus, lediglich ein schmaler Bereich am Flügelinnenrand und eine dünne Linie an der Costalader sind gelb.
Die Genitalarmatur der Männchen ähnelt der der übrigen Donacaula-Arten. Der subteguminale Fortsatz ist vergleichsweise lang, jedoch breit und nicht zugespitzt wie bei Donacaula mucronella.
Das Corpus bursae der Weibchen ist länglich.
Die Raupen sind weißlich grau, haben einen schwarzen Kopf und zwei schwarze Flecke auf dem Prothorakalschild.

## Ähnliche Arten
Die Form intermedia  ähnelt sehr stark Donacaula mucronella.

## Verbreitung
Donacaula forficella ist fast überall in Europa anzutreffen. Im Norden ist sie in England, Irland und den Kanalinseln sehr weit verbreitet. Im Süden Norwegens, Schwedens und Finnlands wird die nördliche Verbreitungsgrenze erreicht. Im Süden reicht das Verbreitungsgebiet bis Korsika und den Norden Italiens und Bulgariens. Bei einem Nachweis aus Griechenland (Thasos) handelt es sich vermutlich um eine Verwechslung mit Donacaula niloticus, da diese Art auf der Insel vorkommt. Auf der Iberischen Halbinsel ist die Art nur aus Katalonien bekannt. Nachweise gibt es auch aus dem europäischen Teil Kasachstans. Der östlichste europäische Nachweis stammt aus Russland (Menselinsk) und es gibt auch einen Nachweis aus der Ukraine (Tschop). Außerhalb Europas findet man die Art in Usbekistan (Taschkent), in Sibirien, Transbaikalien und in der Amurregion im Nordosten Chinas und im Südosten Sibiriens (Pompejewka). Im Mittleren Osten ist die Art nicht vertreten. Zuletzt wurde die Art in Nordafrika nachgewiesen (Marokko, Rabat).

## Biologie
Zu den Nahrungspflanzen der Raupen zählen Flutender Schwaden (Glyceria fluitans), Wasser-Schwaden (Glyceria maxima), Schilfrohr (Phragmites australis) und Seggen (Carex). Die Raupen minieren in den Seggenstängeln und bauen gelegentlich Köcher aus Blättern mit denen sie sich auf dem Wasser von Pflanze zu Pflanze treiben lassen. Besiedelte Pflanzen erkennt man an den beiden welken oberen Blättern. Die Raupen leben von Mai bis Juni, sie verpuppen sich im Seggenhalm in einem zähen Gewebe. Die Falter können von Mai bis August angetroffen werden.

## Systematik
Aus der Literatur sind folgende Synonym bekannt:
- Tinea forficella Thunberg, 1794
- Tinea consortella Hübner, 1796
- Tinea lanceolella Hübner, 1810b: pl. 43, fig. 296.
- Palparia hirta Haworth, 1811
- Palparia caudea Haworth, 1811
- Palparia consorta Haworth, 1811
- Topeutis lanceolalis Hübner, 1825
- Chilo caudellus Stephens, 1834
- Schoenobius forficellus ab. uniformata  Dufrane, 1946
- Donacaula forficella f. tripartita  Dufrane, 1957
- Donacaula forficella f. intermedia  Dufrane, 1957

## Belege
1. 1 2  Patrice Leraut: Zygaenids, Pyralids 1. In: Moths of Europe. 1. Auflage. Volume III. NAP Editions, 2012, ISBN 978-2-913688-15-5, S. 505 (englisch).
2. 1 2 3 4 5 6 7 8 9  Barry Goater, Matthias Nuss, Wolfgang Speidel: Pyraloidea I (Crambidae, Acentropinae, Evergestinae, Heliothelinae, Schoenobiinae, Scopariinae). In: P. Huemer, O. Karsholt, L. Lyneborg (Hrsg.): Microlepidoptera of Europe. 1. Auflage. Band 4. Apollo Books, Stenstrup 2005, ISBN 87-88757-33-1, S. 120 (englisch).
3. ↑  Donacaula forficella bei Fauna Europaea. Abgerufen am 18. September 2015
4. ↑  Karl Traugott Schütze: Die Biologie der Kleinschmetterlinge unter besonderer Berücksichtigung ihrer Nährpflanzen und Erscheinungszeiten. Handbuch der Microlepidopteren. Raupenkalender geordnet nach der Illustrierten deutschen Flora von H. Wagner. Frankfurt am Main, Verlag des Internationalen Entomologischen Vereins e. V., 1931, S. 22
5. ↑  Global Information System on Pyraloidea (GlobIZ). Abgerufen am 17. September 2015.